# Konto (mellemværende)
 For alternative betydninger, se Konto. (Se også artikler, som begynder med Konto)
En konto benyttes til at opsamle og opgøre mellemværende mellem to parter.
Den ene part vil typisk være 'kontoførende' og periodisk sende kontoudtog med de opsamlede posteringer til dokumentation af det opgjorte mellemværende. Hvis modtageren af kontoudtoget også fører en konto, kan denne afstemme og derved afsløre eventuelle fejl og mangler.
Et typisk eksempel er en lønkonto i en bank. Nå lønnen går ind, opsamles en postering, som får mellemværendet til at stige (i kundens favør). En hævning reducerer tilsvarende mellemværendet. Og en rentetilskrivning forøger mellemværendet (hvis ikke der har været kredit).